# Sypna martina
Sypna martina är en fjärilsart som beskrevs av Felder 1874. Sypna martina ingår i släktet Sypna och familjen nattflyn. Inga underarter finns listade i Catalogue of Life.